# Pacific Rim
Pacific Rim ist ein US-amerikanischer Science-Fiction- und Actionfilm, der am 12. Juli 2013 in den Vereinigten Staaten und am 18. Juli 2013 in Deutschland in den Kinos anlief. Guillermo del Toro schrieb zusammen mit Travis Beacham das Drehbuch und führte Regie. Produktionsfirma war Legendary Pictures, der Vertrieb erfolgte durch Warner Bros.

## Handlung
Ende 2013 wird die Welt von riesigen, außerirdischen Monstern angegriffen, den sogenannten Kaijūs. Sie kommen aus dem Breach, einem interdimensionalen Portal, das im Pazifischen Ozean in einer Erdspalte liegt, und sie richten immense Schäden in den Küstenstädten an. Aufgrund ihrer Größe sind die Monster mit konventionellen Waffen kaum zu besiegen. Daher wird ein international finanziertes Abwehrprogramm ins Leben gerufen, durch das hochhausgroße, humanoide Kampfroboter, die Jaeger, entwickelt werden. Diese werden von zwei Piloten im Kopf des jeweiligen Jaegers gesteuert, die untereinander und mit dem Jaeger über eine neuronale Schnittstelle verbunden sind. Über diese werden die Bewegungen der Piloten direkt auf den Bewegungsapparat der Kampfmaschine übertragen. Für eine effektive Gedankenkopplung, den sogenannten Drift, müssen die Piloten besondere Fähigkeiten aufweisen.
Anfangs ist die Jaeger-Einheit unter dem Kommando von Marshall Stacker Pentecost im Kampf gegen die Kaijū sehr erfolgreich, und die Piloten werden wie Helden verehrt. Doch die Angriffe der Monster, zunächst noch in Abständen von einigen Monaten, erfolgen in immer kürzeren Abständen und werden gefährlicher. Schließlich wird Gipsy Danger, der Jaeger der Brüder Raleigh und Yancy Becket, vor der Küste Alaskas von einem Kaijū beinahe zerstört und Yancy dabei getötet, noch während die Gedankenverbindung zu Raleigh besteht. Dieser kann das Monster mit letzter Kraft besiegen und verlässt daraufhin traumatisiert die Einheit.
Fünf Jahre später soll das Jaeger-Projekt eingestellt und durch den Bau eines gigantischen Schutzwalls entlang der Pazifikküste ersetzt werden. Als jedoch ein Kaijū den Wall bei Sydney beinahe mühelos durchbricht, werden die verbliebenen vier Jaeger nach Hongkong verlegt, um die Stadt zu schützen, bis der Wall fertiggestellt ist. Pentecost plant, dem Krieg ein Ende zu bereiten, indem er den Breach mit einer Nuklearwaffe zerstört. Dazu rekrutiert er Raleigh Becket als Piloten, der inzwischen sein Geld als Arbeiter auf dem Schutzwall verdient. Für ihn soll ein passender Copilot gefunden werden, mit dem sich eine starke Gedankenkopplung aufbauen lässt. Nach einigen Tests mit Bewerbern entscheidet Raleigh sich für Mako Mori, die jedoch von Pentecost zunächst abgelehnt wird, da sie seine Adoptivtochter ist. Er hatte sie bei sich aufgenommen, als sie im Kindesalter ihre Eltern bei einem Kaijū-Angriff verlor. Nun befürchtet er, dass sie beim Aufbau des Drifts die Kontrolle über die Kampfmaschine verlieren könnte. Letztlich gibt er nach, doch der erste Testlauf mit dem wiederhergestellten Gipsy Danger endet beinahe in einer Katastrophe, als Pentecosts Befürchtungen eintreten und Mako im Bann ihrer Erinnerungen noch im Hangar die Waffensysteme des Jaegers aktiviert. Herc Hansen, ebenfalls Pilot und Vize-Kommandeur der Jaeger-Einheit, kann eben noch das Unheil verhindern.
Kurze Zeit später wird ein Doppelangriff der Monster vor der Küste Hongkongs gemeldet. Die beiden Angreifer erweisen sich als überraschend stark, vernichten zwei Jaeger und setzen den dritten mit einem elektromagnetischen Impuls außer Betrieb. Pentecost schickt Raleigh und Mako mit Gipsy Danger als letzte Reserve los, um die Monster davon abzuhalten, Hongkong zu zerstören. Da Gipsy Danger mit Atomkraft betrieben wird, sind die Impulse wirkungslos.
Inzwischen ist es dem Genforscher Dr. Newton Geiszler gelungen, einen Apparat ähnlich dem Steuerungssystem der Jaeger zu entwickeln, mit dem er die Gedankenverbindung zu einem Gehirnfragment eines Kaijū aufbauen kann. Dabei entdeckt er, dass die Monster von einer Rasse außerirdischer Eroberer kontrolliert werden, die das Portal künstlich erzeugt haben und eine Invasion auf der Erde planen. Für ein zweites Experiment, das weitere Informationen liefern soll, benötigt er ein größeres Stück Kaijū-Gehirnmasse. Deshalb erhält er von Pentecost die Erlaubnis, Kontakt zu Hannibal Chau aufzunehmen, der in Hongkong durch den Verkauf von Teilen der getöteten Monster auf dem Schwarzmarkt reich geworden ist. Zwischenzeitlich konnte Gipsy Danger einen der Angreifer an der Küste besiegen. Der zweite bahnt sich seinen Weg durch Hongkong in Richtung des Aufenthaltsorts von Geiszler und Chau. Dieser erkennt, dass die Monster ein Schwarmbewusstsein besitzen und der Kaijū deshalb instinktiv auf der Suche nach Geiszler ist.
Schließlich können Raleigh und Mako das Monster stellen und töten. Sofort machen sich Chaus Leute über den Kadaver her und zerlegen ihn. Dabei stellen sie fest, dass das Monster trächtig war. Das Neugeborene bricht aus dem Mutterleib hervor und verschlingt Chau, bevor es sich selbst mit seiner Nabelschnur erwürgt und stirbt. Dr. Geiszler und sein misstrauischer Kollege Dr. Gottlieb nutzen die Gelegenheit, sich mit dem noch intakten Gehirn des Neugeborenen zu verbinden. Im Drift mit dem Wesen erkennen sie, dass das Portal alles abstößt, das nicht die genetische Struktur eines Kaijū besitzt. Dies ist auch der Grund, warum frühere Versuche, das Portal zu zerstören, gescheitert sind.
Bald wird das Auftauchen zweier weiterer Monster gemeldet, die noch größer sind als alle bisherigen. Pentecost lässt in aller Eile die beiden verbliebenen Jaeger bereit machen und übernimmt selbst den Pilotenplatz neben Chuck, dem Sohn von Vize-Kommandeur Herc Hansen, welcher beim letzten Angriff so schwer verletzt wurde, dass er nicht selbst steuern kann. Unter Wasser machen sie sich auf den Weg zum Breach, aus dem bald darauf ein drittes, noch gigantischeres Monster auftaucht. Pentecost, dessen Jaeger die Nuklearwaffe trägt, opfert sich und Chuck, indem er die Bombe vorzeitig zündet und dadurch zwei der Monster, die das Portal bewachen, mit in den Tod reißt. Raleigh und Mako klammern sich mit Gipsy Danger am letzten Monster fest und können so durch das schlauchartige Portal fallen. Auf dem Weg nach unten schießt Raleigh die an Sauerstoffmangel leidende Mako in einer Rettungskapsel zurück an die Oberfläche. Dann aktiviert er die Selbstzerstörungssequenz des Nuklearantriebs von Gipsy Danger und flüchtet ebenfalls in einer Kapsel, gerade rechtzeitig, bevor der Jaeger auf der anderen Seite des Dimensionsübergangs explodiert und das Portal zerstört. An der Wasseroberfläche treibend, werden Raleigh und Mako von Rettungshubschraubern aufgefunden.
Während des Abspanns sieht man, wie Chau sich den Weg aus dem Körper des neugeborenen Monsters schneidet und sich über den Verlust eines Schuhs beklagt.

## Soundtrack
Die Filmmusik zum Film schrieb Ramin Djawadi. Der Soundtrack umfasst 25 Titel. Djawadi produzierte bereits Soundtracks unter anderem für Game of Thrones, Iron Man und Kampf der Titanen.

## Rezeption

### Kritiken
Pacific Rim erhielt überwiegend positive Kritiken. Die Kritiken-Sammelseite Rotten Tomatoes gibt dem Film einen Score von 72 % basierend auf 296 Reviews. Die Seitenübersicht dort kommentiert:

“It may sport more style than substance, but Pacific Rim is a solid modern creature feature bolstered by fantastical imagery and an irresistible sense of fun.”

„Die Stärken des Films liegen zwar eher beim Stil als bei inhaltlicher Substanz, dennoch ist Pacific Rim ein handfester moderner Monsterfilm, der durch fantastische Bilder und ein unwiderstehliches Gespür für Gags aufgewertet wird.“

Metacritic bewertet mit 65 von 100 Punkten, basierend auf 48 Kritiken, was für allgemein positiv (generally favorable) steht.

„Pacific Rim ist der zuweilen etwas krampfhafte Versuch, die Naivität früherer Science-Fiction ins Multiplex-Zeitalter zu retten, das die fantastischen Stoffe heute mit realistischer Textur und, wenigstens behauptet, auch als zeitdiagnostische Events auf die Leinwand bringt. Pacific Rim stellt dieser Befundlust der jüngeren Großfilm-Unternehmungen die schiere Lust an Awesomeness entgegen: Ein Film im ständigen “Now, wouldn’t it be cool if…”-Modus, der sich – und das ist dann immerhin doch schon interessant – auf die Lustversprechungen insbesondere inhaltlich etwas weniger ambitionierter Comics, anders als viele zeitgenössische Comicverfilmungen, unbedingt einlässt.“

„Durch das Selbstverständnis des Films als Hommage und seine betonte Künstlichkeit positioniert sich Pacific Rim ganz bewusst in einem rein filmischen Kontext. Das Referenzsystem, das hier bespielt wird, besteht nicht aus den Nachrichtenbildern, Terrorallegorien und politischen Analysen unserer Zeit, sondern aus den zahllosen Vorlieben del Toros. Von Cronenbergs Körperhorror über Cartoons und Videospiele bis hin zu H.P. Lovecraft, Francisco de Goya und den Farbholzschnitten Hokusais reicht das Repertoire, humanistische Botschaften und Pathos finden hier genauso ihren Platz wie Trash und Pulp. Das Kino del Toros mag wie eine Gerümpelkammer anmuten, ein bisweilen reichlich kruder Mix, aber wenn Mehrwert in der Popkultur in erster Linie durch die spielerische Rekombination bekannter Elemente generiert wird, dann ist der mexikanische Regisseur sicherlich einer der produktivsten Wertschöpfer des zeitgenössischen Films.“

Das Lexikon des Internationalen Films bezeichnet den Film als „brachiales Monster-Abenteuer auf den Spuren der japanischen Kaij[u]-Filme“, das „als Überwältigungskino bedingt reizvoll, aber ohne den Charme und die Seele der Vorlagen“ sei.

### Einspielergebnis
Der Film spielte bei einem Produktionsbudget von 190 Millionen US-Dollar weltweit rund 411 Mio. US-Dollar ein, davon alleine 101 Mio. US-Dollar in den Vereinigten Staaten.

## Fortsetzung
Am 22. März 2018 kam die Fortsetzung Pacific Rim: Uprising in die deutschen Kinos. Regie führte Steven S. DeKnight und John Boyega spielte die Hauptrolle.

## Trivia
- Der Ausdruck Pacific Rim bezeichnet den Pazifikrand, also die Küstengebiete im Pazifischen Ozean.
- Die Innenaufnahmen der Roboterwerft am Anfang des Films wurden in der zweiten Werfthalle der Papenburger Meyer Werft aufgenommen.
- Zuerst sollte Tom Cruise die Rolle des Stacker Pentecost spielen, später wurde die Rolle jedoch mit Idris Elba besetzt.
- Regisseur Guillermo del Toro, der sich selbst als Monster liebenden Pazifisten beschreibt, wollte keine militärischen Dienstgrade im Film haben. Bei der Bezeichnung der Dienstgrade lehnte er sich stattdessen an Western an und benutzte „Marshall“ und „Ranger“.[9]
- Die Stimme des Computers ist dieselbe wie die aus den Computerspielen Portal und Portal 2. In beiden Fällen handelt es sich um eine KI, die im englischen Original von Ellen McLain gesprochen wird.
- The Asylum produzierte den Mockbuster Atlantic Rim, der in den USA wenige Tage vor dem Kinostart von Pacific Rim veröffentlicht wurde.
- Fast zeitgleich zum Kinostart wurde auch ein Spiel zum Film veröffentlicht. Yuke’s entwickelte ein klassisches Beat-’em-up, in dem zwei Kontrahenten gegeneinander antreten, für PS3, PC und Xbox 360.[10] Reliance Games entwickelte für Android und iOS die Mobile-Version.
- Netflix veröffentlichte 2021 die Animeserie Pacific Rim: The Black.